# Loonkloof

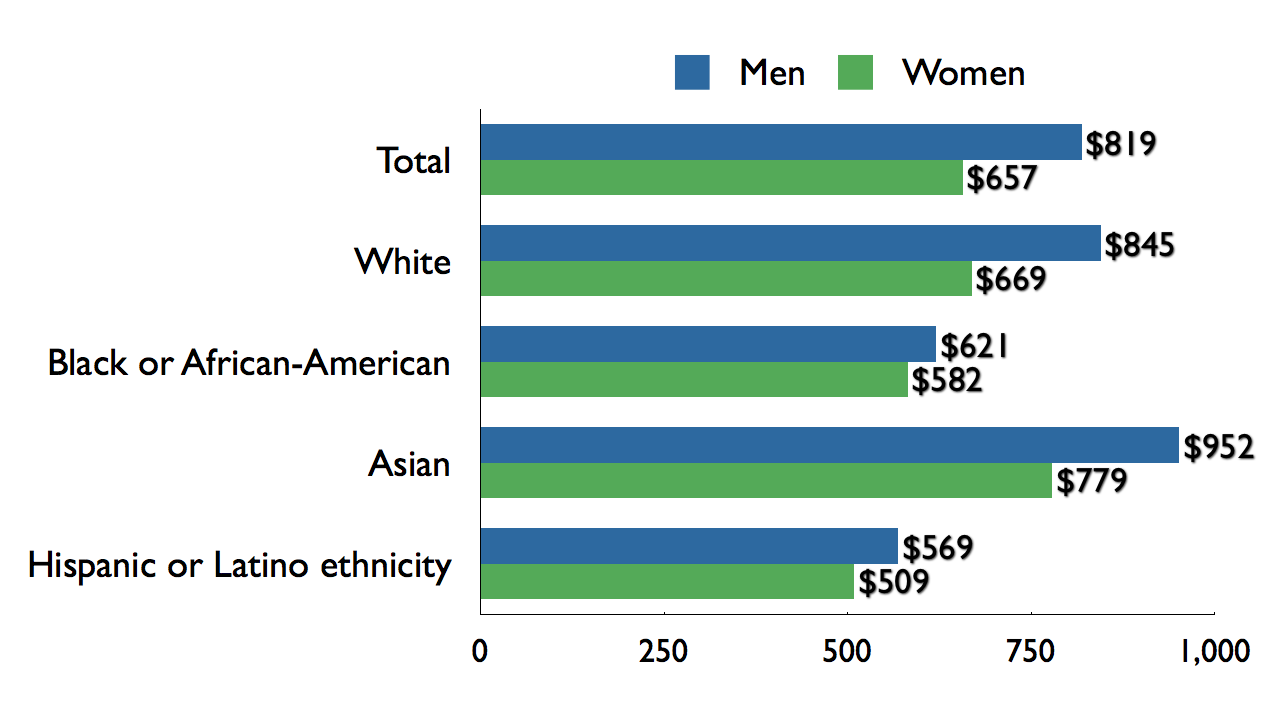
Mediaan van het inkomen per week, uitgesplitst naar sekse, ras en etniciteit, V.S. 2009. Uit deze figuur blijkt dat vrouwen in alle etnische groepen in de VS minder verdienen dan mannen.

Een loonkloof of loonongelijkheid is een systematisch verschil in arbeidsloon tussen mensen, die gelijke werk, opleiding en ervaring hebben. Verschil in loon voor hetzelfde beroep wordt in veel landen gezien als discriminatie en is bij wet verboden; ondanks dat bestaat er een loonkloof, ook in landen waar het maken van onderscheid in betaling verboden is.

## Tussen vrouwen en mannen
Een veel voorkomende en besproken loonkloof is die tussen mannen en vrouwen. In 2015 was in de Europese Unie het gemiddeld uurloon van een vrouw ruim 16 procent lager dan dat van een man. Over het jaar 2023 was dat verminderd tot 12,7 procent. Bij de berekening van de loonkloof worden verschillende functies beoordeeld.
Over 2023 blijkt dat in Nederland volgens de EU rapportage de loonkloof met 14,2% hoger is dan het Europees gemiddelde, in België is de situatie met 5,3% aanzienlijk beter. 
In studies uit de jaren 2020 blijken jongere vrouwen meer te verdienen dan mannen van dezelfde leeftijd omdat ze vaker hoger opgeleid zijn dan mannen, maar verdwijnt dat voordeel op latere leeftijd. 

### Verbod op verschil in betaling
In Nederland is het verschillend betalen van vrouwen en mannen voor hetzelfde werk verboden sinds op 1 maart 1980 de Wet gelijke behandeling van kracht werd.
De wet is echter moeilijk te handhaven, omdat de bewijslast ligt bij de individuele werkneemster. Tweede Kamerlid Liliane Ploumen deed in 2018 een voorstel om de bewijslast om te draaien. Het voorstel hield in dat bedrijven elke drie jaar cijfers moeten aanleveren over het geslacht en salaris van hun werknemers. Indien daaruit ongelijke beloning blijft moet de werkgever de situatie verbeteren. Als ze dat niet doen volgt een boete. Het voorstel van Ploumen is ontleend aan wetgeving die in 2018 is ingevoerd in IJsland. In verschillende andere Europese landen hebben grotere bedrijven de plicht om inzage te bieden in de salarissen van werknemers en de loonverschillen. Tot en met 2023 is het wetsvoorstel hierover nog steeds niet behandeld in de Tweede Kamer.
In 2023 nam de ministerraad van de EU regels aan over loontransparantie, met als doel de loonkloof tussen mannen en vrouwen in de EU te helpen dichten. Bedrijven in de EU moeten volgens de richtlijn looninformatie openbaar maken en maatregelen treffen indien het loonverschil tussen mannen en vrouwen bij hen groter is dan 5%.

### Mogelijke oorzaken
Het mechanisme waarbij het aanzien van een beroep - en daarmee de betaling - verandert al naargelang er meer of minder vrouwen of mannen komen te werken, werd in 1968 voor het eerst beschreven door Évelyne Sullerot en daarom de Wet van Sullerot genoemd.
De loonkloof zou volgens een Deens onderzoek uit 2015 voornamelijk voortkomen uit de verschillen tussen man en vrouw, die voor een groot deel veroorzaakt worden door vrouwen met kinderen en voor een deel uit productiviteitsverschillen. In dat Deense onderzoek wordt het overblijvende onverklaarbare verschil van 4% niet toegewezen aan discriminatie door de werkgever, maar aan betere onderhandelingen door mannen over hun salaris.
Volgens een analyse van het Nederlandse Centraal Bureau voor de Statistiek over de cijfers van 2017 waren de verschillen voor een belangrijk deel verklaarbaar uit kenmerken als opleidingsniveau, beroepsniveau en het hebben van deeltijd- of voltijdwerk en werkervaring. Echter, ook na een correctie voor leeftijd, opleiding, werkervaring, sector en functieniveau bleef er in Nederland een verschil bestaan van 5% bij de overheid en 7% in het bedrijfsleven. In 2020 was dat gecorrigeerde verschil ten opzichte van 2018 1 procentpunt lager geworden, zowel bij overheid als bij het bedrijfsleven.
Voor haar onderzoek naar de loonkloof tussen vrouwen en mannen ontving de Amerikaanse econome Claudia Goldin in 2023 de Nobelprijs voor Economie. Haar onderzoek wordt als belangrijk gezien om te begrijpen hoe mannen en vrouwen verschillende keuzes maken op de arbeidsmarkt. Haar werk onderzoekt hoe beperkingen in de loop van de tijd kunnen veranderen, waardoor vrouwen en mannen andere keuzes kunnen maken.

#### Lijst van oorzaken
Samengevat worden de volgende oorzaken genoemd voor de loonkloof tussen vrouwen en mannen:
- Het management en toezichthoudende functies worden overwegend bezet door mannen. Bij elke sector worden mannen vaker gepromoveerd in functie dan vrouwen, en als gevolg daarvan beter betaald.[13]
- Vrouwen besteden meer tijd dan mannen aan belangrijke onbetaalde taken, zoals het huishouden en de zorg voor kinderen of familieleden.[13]
- Vrouwen zijn geneigd hun carrière vaker dan mannen te onderbreken, hetgeen effect heeft op hun uurloon, hun toekomstige verdiensten en op hun pensioen.[13]
- Vrouwen zijn oververtegenwoordigd in banen zoals het onderwijs en in winkels. Dit zijn functies die slechter betaald dan banen die overwegend door mannen worden bezet. In het algemeen werken vrouwen vaker dan mannen in lager gewaardeerde beroepen.[13]
- Discriminatie op het gebied van het loon. Hoewel dit niet is toegestaan draagt dit wel bij aan de loonkloof.[13]
- Parttime werken veroorzaakt een lager maandloon, maar het blijkt ook dat het uurloon van parttimers lager is dan dat van fulltime werkende mensen. Omdat vrouwen gemiddeld vaker parttime werken dan mannen, is het netto effect zichtbaar in de loonkloof tussen mannen en vrouwen.[14]

## Tussen jongere en oudere vrouwen en mannen
In Nederland verdienden oudere vrouwen in 2016 per uur gemiddeld minder dan oudere mannen, terwijl jongere vrouwen per uur gemiddeld meer verdienen dan jongere mannen. Dit heeft te maken met een verschuiving in het gemiddelde opleidingsniveau van mannen en vrouwen.